# Neacreotrichus
Neacreotrichus is een vliegengeslacht uit de familie van de wolzwevers (Bombyliidae). De wetenschappelijke naam van het geslacht werd voor het eerst geldig gepubliceerd in 1917 door Theodore Dru Alison Cockerell.

## Soorten
- N. cingulata (Loew, 1846)
- N. consors (Osten Sacken, 1887)
- N. diversa (Coquillett, 1894)
- N. floralis (Coquillett, 1894)
- N. humilis (Osten Sacken, 1877)
- N. melanoscuta (Coquillett, 1904)
- N. picturata (Coquillett, 1904)
- N. vittiventris (Coquillett, 1904)